# Electric Castle
Electric Castle est un festival de musique organisé dans le domaine transylvain du château de Bánffy, près de Cluj-Napoca, en Roumanie. Il associe musique, technologie et arts alternatifs. Il propose de nombreux genres musicaux, notamment rock, indie pop, hip-hop, musique électronique, techno, drum and bass, ainsi que des installations artistiques.
Le festival est sélectionné 4 fois aux European Festival Awards, dans la catégorie du meilleur festival de taille moyenne, parmi d'autres grands noms européens. Lors de ses éditions précédentes, le festival avait annoncé des noms tels que The Prodigy, Skrillex, Deadmau5, alt-J, Franz Ferdinand, Bring Me the Horizon, Fatboy Slim, Sigur Rós, Bastille, Rudimental, Thievery Corporation, Die Antwoord et de nombreux autres artistes qui ont joué sur l'une de ses dix scènes.

## Histoire

### Débuts

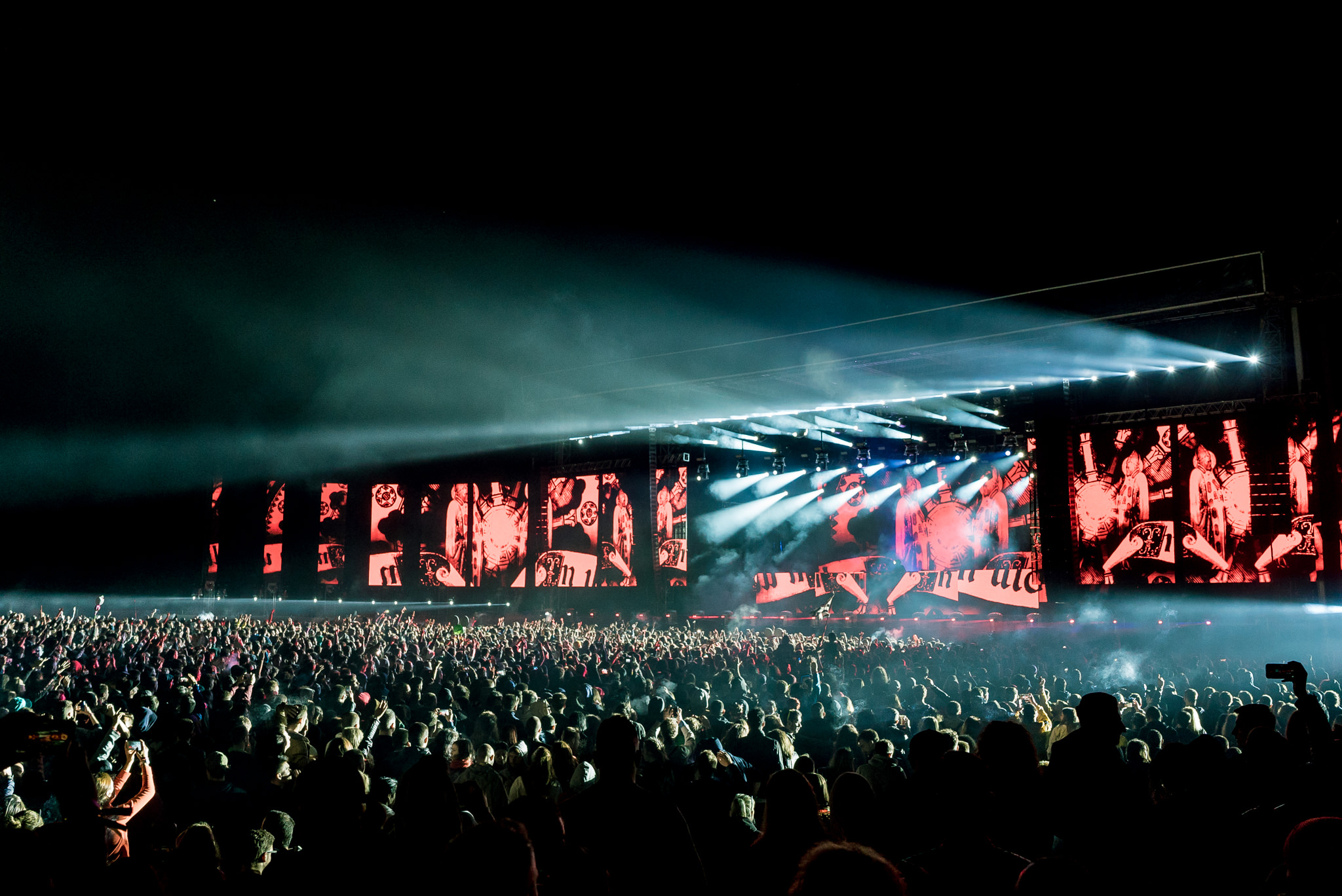
Electric Castle 2017 - vue de la scène principale

La première édition du festival Electric Castle a lieu du 21 au 23 juin 2013. Plus de 32 000 personnes franchissent les portes du festival et sur les 4 scènes plus de 90 artistes se sont produits. La deuxième édition du festival Electric Castle se déroule du 19 au 22 juin 2014. Il attire 79 000 spectateurs (11 000 dans la zone de camping), devenant ainsi le deuxième plus grand événement musical roumain de tous les temps. L'édition 2014 avait pour slogan « Plus grand, plus fort, meilleur », avec 4 jours de festival, 5 scènes et plus de 130 artistes.
Une des premières têtes d'affiche du festival, Rusko, est annoncée en décembre 2013. Rusko est sur le point de se produire pour la première fois en Roumanie. La liste continué avec des artistes comme Thievery Corporation, DJ Fresh et Bonobo. Pour des raisons médicales, Rusko annule sa participation et est remplacé par Dub FX. Die Antwoord est annoncé comme tête d'affiche en mars 2014, Gramatik et Sasha étant les derniers noms annoncés pour se produire cette année. Die Antwoord inclut également la Roumanie dans son tour du monde pour la première fois. Leur concert représentera la sortie de leur nouvel album intitulé Donker Mag. Le nombre d'artistes invités était de 130 et le nombre de scènes sur lesquelles ils se sont produits était de 5.
La troisième édition de l'Electric Castle se déroule du 25 au 28 juin 2015. Elle attire 97 000 spectateurs, 6 scènes musicales et plus de 150 artistes-interprètes. Le festival s'est étendu sur une surface de 10,000 m2.
La quatrième édition de l'Electric Castle se déroule du 14 au 17 juillet 2016. Avec une nouvelle configuration de festival, étalée sur 18 000 m2, le festival a attiré plus de 120 000 personnes en 4 jours. La cinquième édition de l'Electric Castle se déroule du 12 au 16 juillet 2017. Organisé sous le slogan « L'EC le plus spectaculaire à ce jour », il s’agissait de la plus grande édition d’Electric Castle jusqu’alors, avec plus de 171 000 visiteurs au festival pendant les 5 jours.

### Depuis 2018

Scène principale.

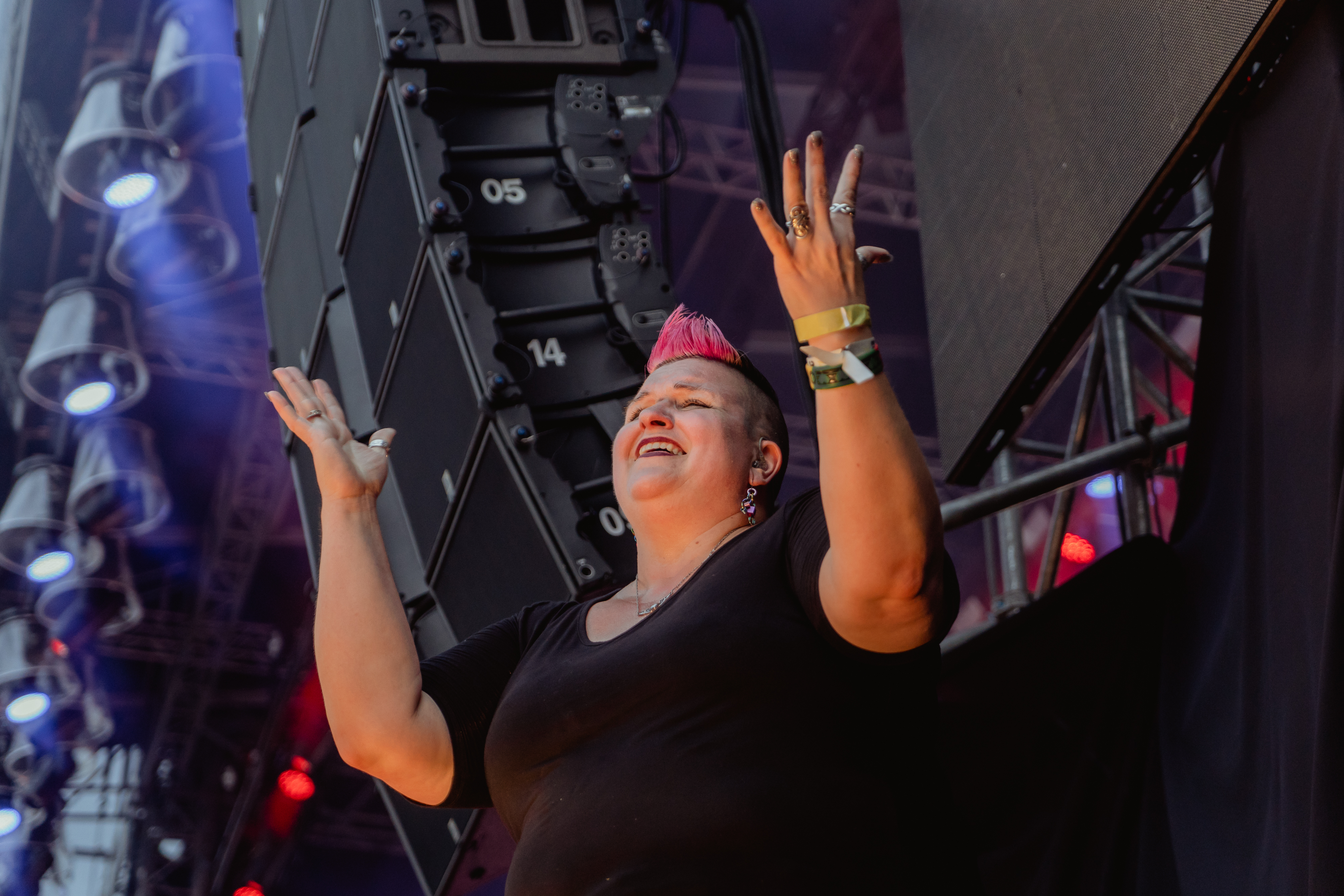
Amber Galloway Gallego interprétant les actes principaux d'Electric Castle 2019 en ASL.

La sixième édition de l'Electric Castle (EC6) se déroule du 18 au 22 juillet 2018. Organisé sous la devise « Rencontrez-moi au château », EC6 poursuit l'expansion du festival avec une augmentation de 30 % sur le site du festival et des structures couvertes pour plus de 25 000 personnes.
La septième édition de l'Electric Castle (EC7) se déroule du 17 au 21 juillet 2019. Tenu sous la devise « Tout ce qui est caché / Tout ce qui est beau », EC7 a souligné les contrastes qu'un festivalier voit le jour ou la nuit. Cette année était également la première fois que New Media Castle, une vitrine d'installations artistiques d'artistes visuels, avait lieu à l'intérieur du château et des bâtiments adjacents. Electric Castle 2019 a été le premier festival roumain à utiliser un traducteur en langue des signes pour malentendants avec l'aide d'Amber Galloway Gallego et de son équipe. Les interprètes en langue des signes étaient placés sur une plate-forme surélevée à droite de la scène principale et traduisaient tous les actes importants[réf. nécessaire].
La neuvième édition de l'Electric Castle (EC9) se déroule du 19 au 23 juillet 2023, présentant une diversité musicale fantastique dans le circuit des festivals avec plus de 350 artistes et environ 232 000 participants. 

## Château

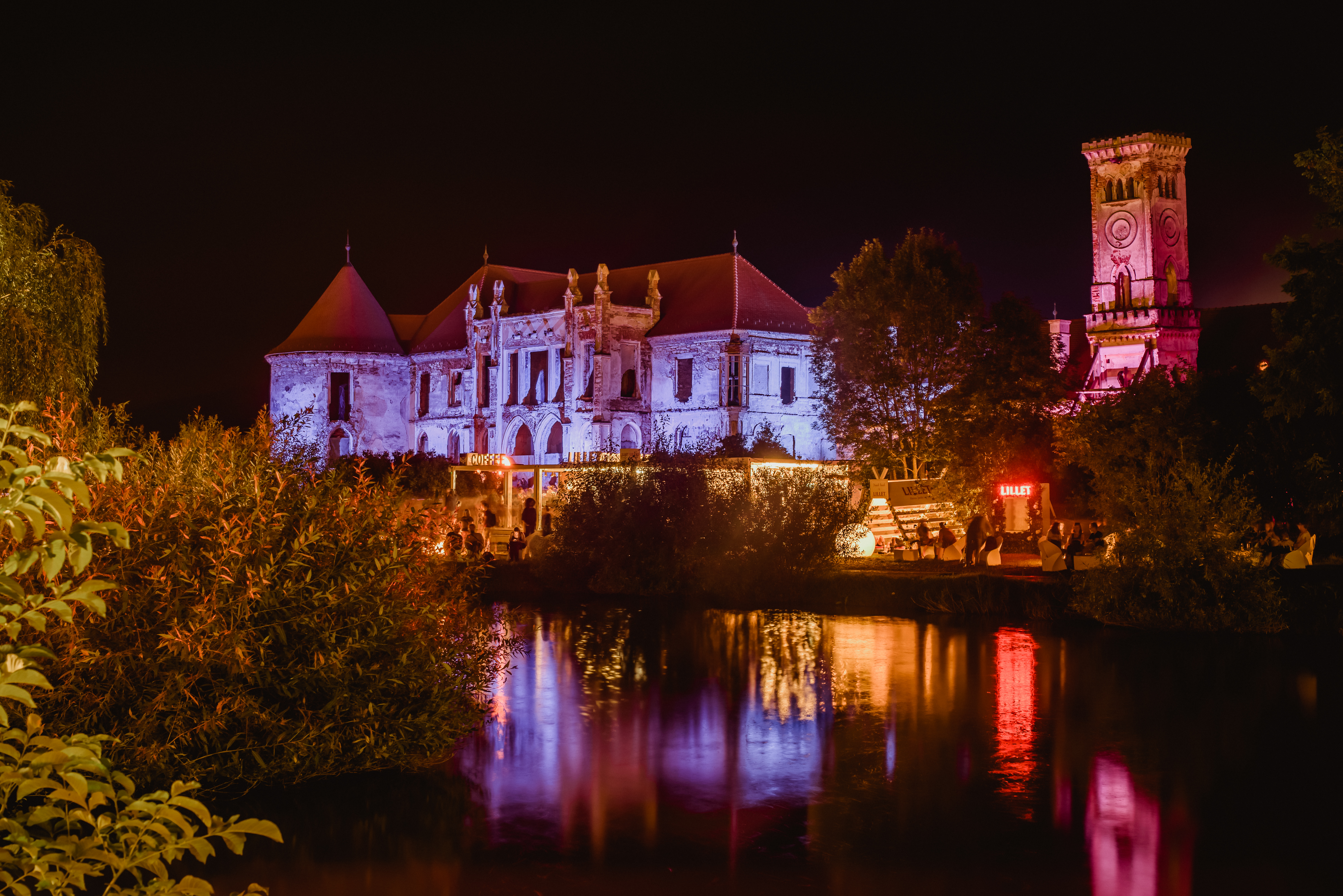
Château Bánffy de Bonțida.

Le château Bánffy de Bonțida est un monument baroque architectonique situé à Bonțida, un village situé à proximité de Cluj-Napoca, en Roumanie. Construit au XVe siècle, il appartenait à la famille Bánffy (dont Miklós Bánffy était membre). La propriétaire est Katalin Banffy.
Le château est profané pendant la Seconde Guerre mondiale par les troupes allemandes et négligé par le régime communiste en Roumanie; il est actuellement en cours de restauration par le Transylvania Trust en tant que centre culturel. Grâce à la présence du Transylvania Trust et de l'Institute of Historic Building Conservation, organisateurs du centre international de formation à la conservation du patrimoine bâti, installé dans le château, la restauration de haute qualité et la protection à long terme peuvent être assurées.
Electric Castle Festival soutient le processus de restauration en faisant don d'un montant correspondant à l'argent gagné grâce à la vente de billets.

## Impact
Le festival génère des revenus pour la communauté de Bonțida car un grand nombre d'habitants convertissent leurs maisons en auberges de jeunesse afin de fournir un hébergement aux festivaliers. De plus, certaines sections locales proposent des places de parking pour les voitures des participants et des alternatives bon marché pour la nourriture et les boissons.
Les organisateurs ont collecté des fonds pour la restauration du château de Bánffy et ont réussi à restaurer le toit et les sols, grâce à la campagne en cours Donne-moi une brique, encourageant les festivaliers à faire un don de briques ou mortier dans les bars du festival. Les briques et mortier sont des sommes d'argent équivalentes à une brique réelle et à un seau de mortier. Grâce à l'implication continue des sponsors du festival, le terrain de sport de l'école locale est restauré et du mobilier a été acheté pour les salles de classe.

## Programmations

### 2013
- Morcheeba, DJ Set Pendulum, Feed Me, James Zabiela, Fritz Kalkbrenner, Dope DOD, Dub Pistols, Stanton Warriors, A Skillz, Krafty Kuts, Wankelmut et Télépopmusik et bien d'autres.

### 2014
- Die Antwoord, Thievery Corporation, Bonobo, Dub FX, DJ Fresh, Gramatik, Chris Liebing, Kraak et Smaak, Wilkinson, Mendiants étrangers, Delta Heavy, Oliver Koletzki, Dub Pistols, Akua Naru, DJ EZ, Suie Paparude, Notes et Tiers Orchestra, The Correspondents, Adam Freeland, Fred V & Grafix, Gramophonedzie et beaucoup d’autres.

### 2015
- The Prodigy, Rudimental, Fatboy Slim, The Stelar Band de Parov, The Cat Empire, The Glitch Mob, Maya Jane Coles, Sub Focus, Sigma. Netsky Live, The Subways, Nouvelle Vague, Roni Size Reprazent et bien d’autres.

### 2016
- Skrillex, Apportez-moi l'horizon, Sigur Rós, Bastille, Paul Kalkbrenner, Gorgon City, Enter Shikari, Rusko, Flux Pavilion, Dilated Peoples, Camo & Krooked, Pan-Pot, Art Department et bien d'autres.

### 2017
- Deadmau5, Franz Ferdinand, Zedd, Alt-J, Paul van Dyk, Moderat, Néron, Duke Dumont et beaucoup d'autres.

### 2018
- Damian Marley, Jessie J, Mura Masa, Richie Hawtin, Groove Armada, San Holo, Wolf Alice, Subcarpați, Little Big, Kensigton, Alison Wonderland, Little Boots et bien d’autres.

### 2019
- Florence and the Machine, Thirty Seconds to Mars, Limp Bizkit, Bring Me the Horizon, Chvrches, Sofi Tukker, Metric, Les vaccins, Zeds Morte, Zomboy, Jauz, Sigma, Infected Mushroom, The Black Madonna, Lamb, Tokimonsta, Polo & Pan, et plein d'autres.

## Distinctions
- 2013 : Après sa première édition en 2013, le festival est nommé aux European Festivals Awards (en) pour le titre de meilleur nouveau festival et de meilleur festival de taille moyenne[17], Balaton Sound, I Love Techno ou Volt[18].
- 2014 : Le festival est de nouveau sélectionné parmi les meilleurs festivals européens par les European Festivals Awards.
- 2015 : Electric Castle est sélectionné pour la troisième fois du prix du meilleur festival de taille moyenne par les European Festivals Awards.
- 2017 : Electric Castle est sélectionné pour la quatrième fois du prix du meilleur festival de taille moyenne par les European Festivals Awards.
- 2019 : Electric Castle remporte le prix du meilleur festival de taille moyenne par les European Festivals Awards[19].